# Domaine musical
Domaine musical (с фр. — «владение музыки») — концертное общество, основанное в Париже в 1954 году французским композитором и дирижёром, одним из лидеров музыкального авангарда Пьером Булезом. С момента основания и до 1967 года главой организации был Булез; в 1967 году он передал руководство концертами Жильберу Ами. Репертуар в основном составляла старинная и авангардная музыка, реже звучали не самые известные произведения классической музыки XX века. 

## История

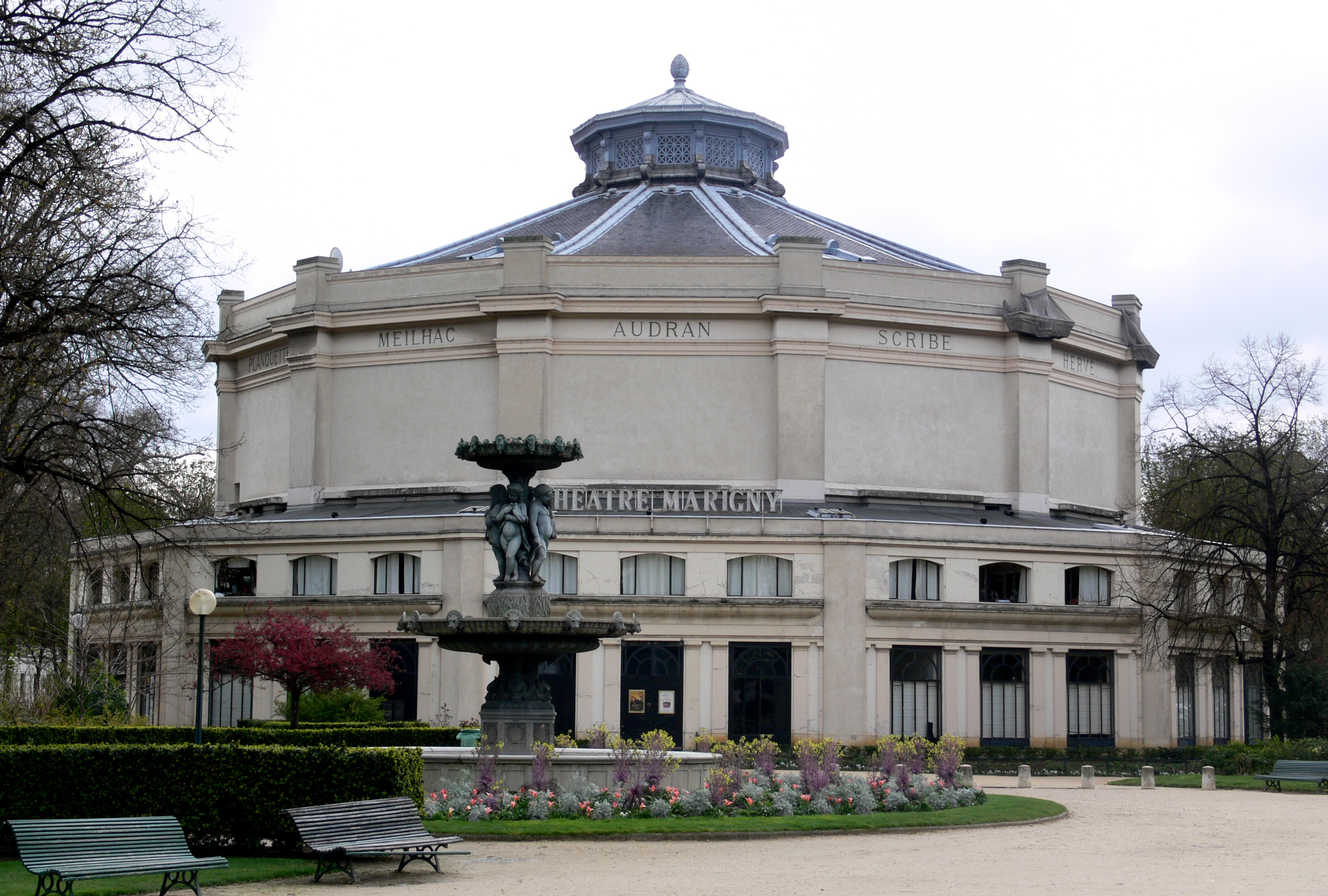
Театр Мариньи, 2008

В 1946 году французский актёр и режиссёр Жан-Луи Барро основал вместе с женой, актрисой Мадлен Рено, театральную компанию Рено-Барро, спектакли которой проходили в парижском театре Мариньи (Théâtre Marigny). В 1948 году в нём ставился спектакль по трагедии Уильяма Шекспира «Гамлет», музыку к которому написал Артюр Онеггер, партитура которой предусматривала использование волн Мартено. В связи с этим композитор пригласил для исполнения на этом инструменте ученика своей жены Пьера Булеза. После того как последний зарекомендовал себя с положительной стороны руководители театра предложили ему место музыкального директора. После его согласия он занимал этот пост в течение десяти лет. Несмотря на то, что он несколько пренебрежительно говорил, что название должности звучало более внушительно, чем её действительная музыкальная составляющая, но эта работа помогла ему приобрести практические дирижёрские навыки. В начале 1950-х годов Булез совершенствуется в композиторской технике, становится одним из лидеров музыкального авангарда. В связи с необходимостью донесения до слушателей творчества современных композиторов возникает мысль организации концертов, где оно будет представлено. Баро и Рено пошли навстречу пожеланиям Булеза и его единомышленников, после чего разрешили ему выступать в зале театра в те дни, когда он не будет занят под нужды труппы. На протяжении сезона 1953/1954 года было проведено четыре концерта, а с 1954 года начала свою деятельность общество Domaine musical. Первым выступлением дирижировал Герман Шерхен — один из учителей Булеза. Большую помощь в организации деятельности Домен мюзикаль сыграл русский музыкант, философ, музыкальный писатель и организатор Пётр Сувчинский, а также финансирование меценатки Сюзанн Тезенас (Suzanne Tézenas).  
Французская организация была создана по образцу австрийского «Общества закрытых музыкальных исполнений» (Verein für musikalische Privataufführungen), существовавшего в Вене  в 1918—1921 годах и основанного по инициативе Арнольда Шёнберга. Сувчинский, описывая историческую роль общества, писал, что для такого «успеха» понадобилось совпадение сразу нескольких факторов: «Новое поколение пришло и вольно провозгласило свои идеи, свои искания, свою эстетику, свою иерархию феноменов и ценностей в современной музыке». Организация пропагандировала старинную музыку, в частности искусство Ars nova, а также встречавшее непонимание творчество авангардных авторов. Реже звучали малоизвестные произведения классической музыки XX века. С момента основания и до 1967 года главой организации был Булез, он же был главным дирижёром, при этом в это время не было осуществлено ни одной его премьеры. В 1967 году он передал руководство концертами Жильберу Ами. Общество прекратило деятельность в 1973 году. Опыт его работы был использован другими коллективами пропагандирующих творчество композиторов XX века.

## Аудиозаписи
Ансамбль общества Le Domaine Musical неоднократно записывался на лейбле Ades. Записи 1956–1967 годов содержат программу из преимущественно камерных музыкальных произведений XX века (старинная музыка никак не представлена), среди композиторов (по алфавиту) А. Берг, Л. Берио, П. Булез, Э. Варез, А. Веберн, М. Кагель, О. Мессиан,  Л. Ноно, А. Пуссёр, И. Ф. Стравинский, Х. В. Хенце, А. Шёнберг, К. Штокхаузен. Компиляция старых записей выпущена на 10 CD компанией Deutsche Grammophon.